# Serie B1 (pallavolo maschile)
La Serie B1 è stata fino alla stagione 2015-16 la terza categoria della pallavolo maschile italiana.

## Regolamento
È un campionato nazionale al quale prendono parte 38 squadre, suddivise secondo criteri di vicinanza geografica in tre gironi da sedici squadre ciascuno.
Come i campionati di Serie A, la Serie B1 si articola in due fasi:
- la Regular Season, basata sulla formula del girone all'italiana con gare d'andata e ritorno, che determina le tre squadre (le prime classificate di ogni girone) promosse direttamente in serie A2, le altre sei formazioni ammesse alla fase successiva e le dodici squadre (quattro per ogni girone) retrocesse in serie B2;
- i play-off promozione, che determinano il nome della quarta squadra promossa in serie A2.